# 何息深
何息深（?—?），廣東省廣州府東莞縣人，清朝政治人物、同進士出身。
光緒九年（1883年），参加癸未科殿試，登進士三甲34名。同年五月，著以主事分部学习。